# Tribunal Supremo de Justicia de Venezuela
El Tribunal Supremo de Justicia (TSJ) es el máximo órgano del sistema judicial de Venezuela y representa el Poder Judicial de la República, uno de los cinco poderes que conforman el Estado venezolano. El Tribunal Supremo de Justicia recibe este nombre tras la aprobación de la Constitución de 1999, sustituyendo a la Corte Suprema de Justicia. Actualmente existe un reconocimiento parcial de la institución en competencia con el Tribunal Supremo de Justicia en el exilio.
En 2021, la Misión Internacional Independiente de determinación de los hechos sobre Venezuela declaró que para entonces el sistema judicial venezolano desempeñaba un papel preponderante en la represión del Estado contra los opositores al gobierno.

## Posición constitucional y organización
Como representación del poder judicial en Venezuela, el TSJ debe velar y asegurar la independencia frente al resto de los poderes del Estado. La definición y características del Tribunal están dadas por la Constitución Nacional y la ley orgánica del Tribunal Supremo de Justicia (LOTSJ)

### Organización del Tribunal[2]
El Tribunal Supremo de Justicia se organiza en siete (7) salas. De la cual  cada una de las salas funcionales está integrada por tres (3) Magistrados o Magistradas, a excepción de la Sala Constitucional que la conforman cinco (5) Magistrados o Magistradas. La Sala Plena está constituida por los veinte (20) Magistrados o Magistrados de las  Salas funcionales para equidad de omisión. Cada sala funcional contará con un Presidente, un secretario y un alguacil.
Las salas de TSJ son las siguientes:
- Sala Plena
- Sala Constitucional
- Sala Político-Administrativa
- Sala Electoral
- Sala de Casación Civil
- Sala de Casación Social
- Sala de Casación Penal

### Junta Directiva[3]
El Tribunal Supremo cuenta con una Junta Directiva cuyos miembros presidirán las respectivas Salas. La Sala Plena tiene un secretario y un alguacil. La Junta Directiva del Tribunal Supremo y de cada una de sus Salas duraran dos años en sus funciones y podrán ser reelegidos, por un periodo igual.
La Junta Directiva del Tribunal en Pleno (Sala Plena) tendrá un Presidente y un Primero y Segundo Vicepresidentes, quienes presidirán, respectivamente, las Salas de que forman parte. En ningún caso, el presidente, el Primer Vicepresidente y el Segundo Vicepresidente, podrán ser miembros de una misma Sala. Duran dos (2) años en sus funciones y pueden ser reelegidos. Las autoridades de la Sala Plena son las autoridades del Tribunal. Tradicionalmente, el presidente del TSJ es, a la vez, el presidente de la Sala Constitucional.
El Presidente del Tribunal Supremo de Justicia es el jefe del Poder Judicial y el tercer cargo de mayor jerarquía dentro del Estado, así como el tercero en la sucesión presidencial en función de los supuestos contemplados en la Constitución.[cita requerida]

### Magistrados
Los Magistrados del TSJ deben ser venezolanos por nacimiento, sin otra nacionalidad, y ser juristas de reconocida trayectoria. La elección de los Magistrados recae en la Asamblea Nacional, tras un concurso de postulación y evaluación de los candidatos. Los Magistrados son electos por el período de doce (12) años. 

#### Requisitos
Según el artículo 263 constitucional, los Magistrados deben cumplir con los siguientes requisitos:
- Tener nacionalidad venezolana por nacimiento y no poseer otra nacionalidad.
- Ser ciudadano o ciudadana de reconocida honorabilidad.
- Ser jurista de reconocida competencia, gozar de buena reputación, haber ejercido la abogacía durante un mínimo de quince años y tener título universitario en materia jurídica; o haber sido profesor universitario titular durante un mínimo de quince años; o ser o haber sido Juez superior en la especialidad correspondiente a la Sala para la cual se postula, con un mínimo de quince años en el ejercicio de la carrera judicial, y de reconocido prestigio en el desempeño de sus funciones.
- Los demás que establezca la ley.

No pueden ser simultáneamente Magistrados del Tribunal Supremo de Justicia, quienes estén unidos entre sí por matrimonio, adopción, parentesco en línea recta o en línea colateral dentro del cuarto (4º) grado de consanguinidad o segundo (2º) de afinidad. Tampoco podrán los Magistrados ejercer otros cargos, profesiones o actividades que sean incompatibles con sus funciones y que no constituyan fines públicos remunerados, tales como ser miembros de comisiones codificadoras, redactoras o revisoras de leyes, ordenanzas o reglamentos. Pueden ejercer cargos académicos y docentes, a menos que éstos sean a tiempo completo y sean incompatibles.

#### Reorganización de los magistrados[3]
Hasta el mes de abril del 2022, el TSJ estaba compuesto por 32 Magistrados. La propuesta aprobada en enero de 2022 de la modificación, redujo los miembros del organismo de 32 a 20, fue muy cuestionada por cuanto se permitió que 60 % de los integrantes del Tribunal Supremo de Justicia (TSJ) fueran reelegidos, que de acuerdo al artículo 264 de la Constitución establece que sus miembros serán elegidos por «un único período de doce años». Algunos tenían más de siete años y fueron reelectos para doce años más. Sin embargo, tras una reforma de la Asamblea Nacional, se redujo el número de Magistrados a veinte (20), los cuales estarán divididos en las seis (7) salas funcionales de la siguiente manera: 
- Sala Constitucional conformada por cinco (5) magistrados.
- Sala Electoral conformada por tres (3) magistrados.
- Sala Político-Administrativa conformada por tres (3) magistrados.
- Sala de Casación Civil conformada por tres (3) magistrados.
- Sala de Casación Penal conformada por tres (3) magistrados.
- Sala de Casación Social conformada por tres (3) magistrados.
- Sala plena (Avala todos los magistrado)

## Funciones y atribuciones
Las funciones y atribuciones del Tribunal Supremo de Justicia se detallan en la Constitución Nacional y la ley orgánica del Tribunal Supremo de Justicia, las cuales se detallan a continuación:
- Corresponde al Tribunal Supremo de Justicia la dirección, el gobierno y la administración del Poder Judicial, la inspección y vigilancia de los tribunales de la República Bolivariana de Venezuela y de las Defensorías Públicas. Igualmente, le corresponde la elaboración de su propio presupuesto y del presupuesto del Poder Judicial.
- Declarar si hay o no mérito para el enjuiciamiento del Presidente de la República, y en caso de ser afirmativo, continuar conociendo la causa, con previa autorización de la Asamblea Nacional, hasta sentencia definitiva.
- Declarar si hay o no mérito para el enjuiciamiento del vicepresidente ejecutivo, diputados de la Asamblea Nacional o del propio Tribunal Supremo de Justicia, los ministros, del procurador general, del fiscal general, del contralor general de República, del defensor del pueblo, los gobernadores, oficiales o almirantes de la Fuerza Armada Nacional, diplomáticos de la República, y en caso afirmativo, remitir los autos al fiscal general; y si el delito fuere común se continuará conociendo de la causa hasta la sentencia definitiva.
- Dirimir las controversias administrativas que se susciten entre la República, algún Estado, Municipio u otro ente público.
- Declarar la nulidad total o parcial de los reglamentos y demás actos administrativos del Ejecutivo Nacional, cuando sea procedente.
- Conocer de los recursos de interpretación sobre el contenido y alcance de los textos legales, y en los términos contemplados en la ley.
- Dirimir los conflictos de competencia entre tribunales, sean ordinarios o especiales, cuando no exista otro tribunal superior o común a ellos en el orden jerárquico.
- Conocer del recurso de casación.
- Las demás que establezca la ley.

## Sede

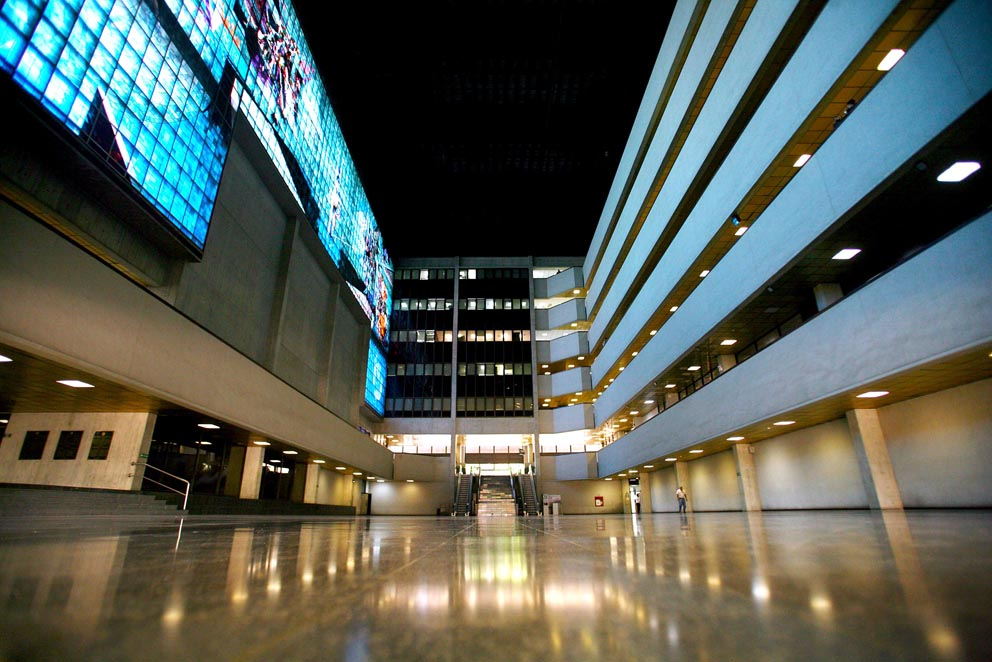
Patio Central del Tribunal supremo de Justicia

La actual sede del Tribunal Supremo de Justicia se comenzó a construir el 4 de enero de 1982 y concluyó en octubre de 1987. El recinto tiene un área de 31.600 m² cuya estructura consolida la arquitectura moderna con elementos artísticos vanguardistas.
Está situada en una extensa área al final de la Avenida Baralt, específicamente en la ancestral esquina caraqueña de Dos Pilitas al oeste del Panteón Nacional.
El diseño contemporáneo ejecutado en concreto cuenta con todos los servicios de una obra de gran magnitud.
Una gran Plaza Central de 700 m² en forma de "U" invertida, con una altura de 29 m, seis pisos más sótano y planta baja forman la fachada interior, rodeado por pasillos superiores de acceso a las oficinas.
De acuerdo a lo establecido en la Ley Orgánica del Tribunal Supremo de Justicia (LOTSJ) sancionada en el año 2010 en la Gaceta Oficial Extraordinaria N° 5991, reimpresa por errores materiales en la Gaceta Oficial N° 39483 y luego en la Gaceta Oficial N° 39522: la ciudad de Caracas es el asiento permanente del poder judicial de Venezuela, entiéndase del Tribunal Supremo de Justicia.

## Antecedentes

### Origen

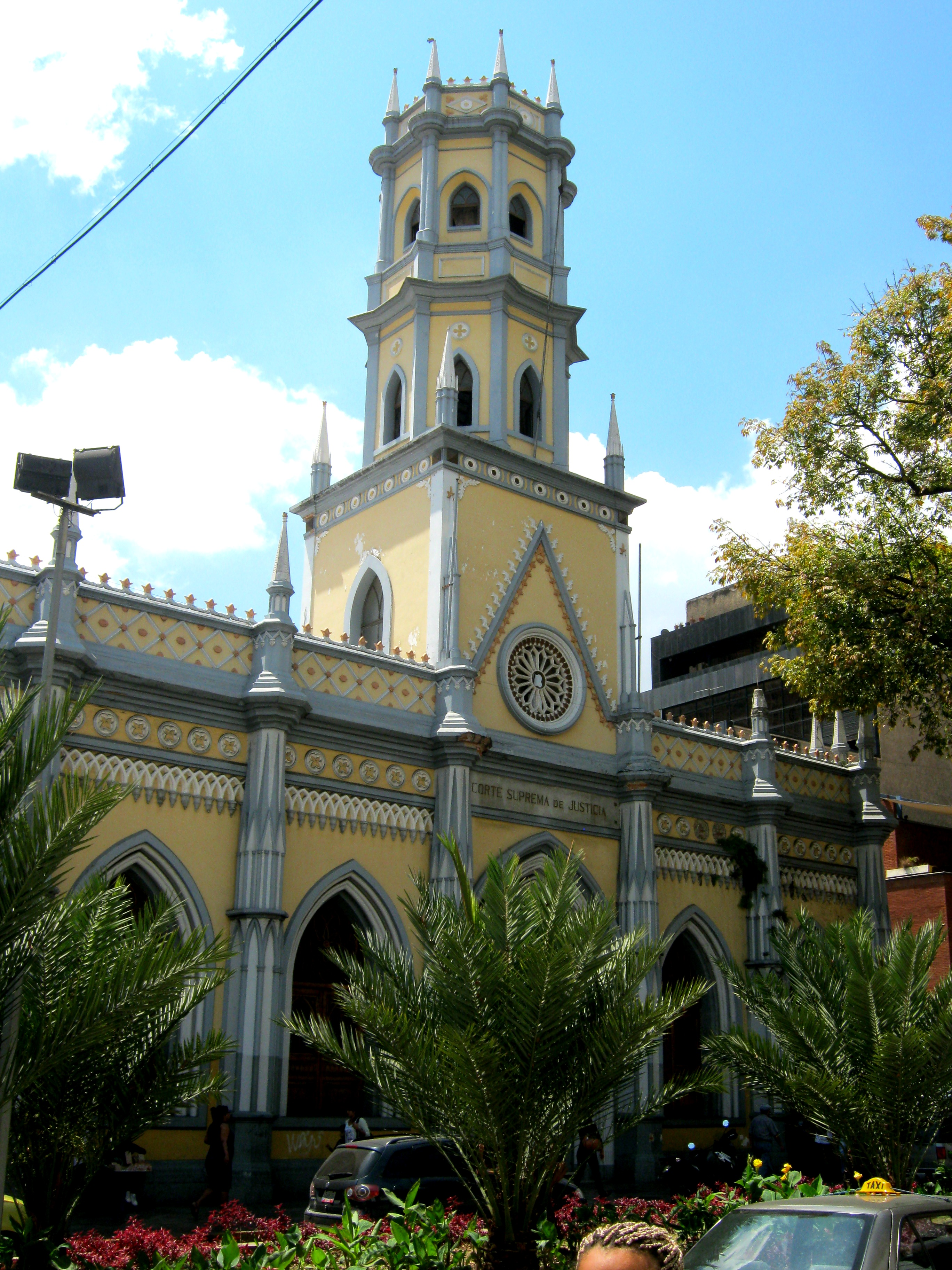
Antiguo edificio de la Corte Suprema de Justicia hasta 1987.

El Tribunal Supremo de Justicia tiene sus antecedentes en la creación de la Corte Suprema de Justicia, creada bajo la Constitución de 1811, como órgano encargado de regir el Poder Judicial de la Confederación presidida por el doctor Francisco Espejo, y demás tribunales subalternos y juzgados inferiores que el Congreso estableciere en el territorio de la Unión.
En la constitución de 1830, estableció la Corte Suprema de Justicia, formada por cinco miembros, denominados Ministros, con carácter vitalicio, que serían propuestos por el presidente de la República a la Cámara de Representantes y por esta al Senado, para su elección. La Constitución de la Gran Colombia de 1821, sigue el mismo sistema de la constitución de 1819, de Angostura.
La constitución de 1830, de carácter centralista crea la Corte Suprema de Justicia, integrada por Ministros manteniendo el mismo sistema de elección de 1819.

### Alta Corte Federal (1864 - 1904)
En la Constitución Federal de 1864, sancionada luego del triunfo de la Guerra Federal, establece el sistema federal. Se crea la Alta Corte Federal, integrada por cinco miembros electos por el Congreso y propuestos por las legislaturas de los Estados. A tal fin la Legislatura de cada Estado debería presentar al Congreso una lista en número igual al de las plazas que debían proveerse y el congreso declaraba electos a quienes reunieran más votos de las presentaciones reunidas. La Corte que fue creada en 1864 no tenía funciones de casación, pero en 1876, el Congreso de la Unión sancionó la primera ley de casación nacional.

### Corte Federal y de Casación (1904 - 1961)
En la constitución de 1904 se fusionaron ambas Cortes bajo el nombre de Corte Federal y de Casación, calificado de Tribunal Supremo de la Federación de los Estados, integrado por siete miembros denominados vocales y elegidos por el Congreso. Las Constituciones siguientes, de 1909, 1914, 1922, 1925, 1928, 1929, 1931 y 1936, mantienen esa fusión; si bien la reforma parcial de esta última Constitución, efectuada en 1945 elevó a diez el número de miembros de la Corte Federal y de Casación.

### Corte Suprema de Justicia (1961 - 1999)
El 23 de enero de 1961 se dicta una nueva Constitución, en la cual se fusionan las dos Cortes, Federal y de Casación, en la Corte Suprema de Justicia. El 14 de agosto de 1999 se instala la Asamblea Nacional Constituyente para redactar una nueva constitución, pero el 5 de noviembre de 1999, a pocos días de concluir su trabajo, la Asamblea Nacional Constituyente eliminó la Corte Suprema de Justicia para dar paso a una nueva Institución: el Tribunal Supremo de Justicia, con autonomía financiera y funcional divididas en seis Salas.

## Historia

### Tribunal Supremo de Justicia (1999 - 2004)
El 16 de agosto de 1999 es declarado por decreto el estado de emergencia judicial por la Asamblea Nacional Constituyente recién elegido en julio de 1999 y escontrándose en funciones argumento que "este sector atravesaba una crisis de tal magnitud que no se podía esperar hasta que concluyera la redacción de una nueva Constitución", crea una comisión integrada por nueve miembros, tendrá un plazo de 20 días para evaluar y elaborar un informe sobre la Corte Suprema y al Consejo de la Judicatura, que será presentado a la ANC, que tiene como misión principal redactar una nueva Carta Magna, se ha declarado "soberana y originaria", lo cual supone poderes absolutos frente al resto de los poderes establecidos. Luego existe un diferimiento durante días sobre la legitimidad del decreto entre los magistrados de la Corte Suprema de Justicia. El 24 de agosto la presidenta de la Corte Suprema de Justicia de Venezuela, Cecilia Sosa, renuncia a su cargo y denuncia el fin del Estado de Derecho, negándose a subordinarse a la Asamblea Nacional Constituyente de 1999, luego de que los magistrados de la corte aprobaran (ocho de quince), el estado de emergencia judicial. Mientras el segundo vicepresidente de la Corte, Iván Rincón dijo "Estamos dispuestos a colaborar con las reformas del poder judicial".
El 27 de agosto de 1999 para acabar con el Congreso, dominado por los partidos tradicionales, que se oponen al presidente de Venezuela, Hugo Chávez, y a su proceso de reestructuración de los poderes públicos por intermedio de la nueva Asamblea Nacional Constituyente decretó la "emergencia legislativa" el cese de sus funciones. El 31 de agosto la Corte Suprema de Justicia bajo la presidencia de Iván Rincón Urdaneta desestimó una demanda presentada contra la Asamblea Constituyente por el vicepresidente del Congreso, Henrique Capriles, por lo que reconoce "Es improcedente el recurso de nulidad solicitado. El poder constituyente es un poder supraconstitucional". 
Tras la aprobación de la Constitución de 1999, se disuelve la Corte Suprema de Justicia y se conforma el nuevo Tribunal Supremo de Justicia según los criterios recogidos en la nueva Carta Magna, como el nuevo representante del poder judicial en Venezuela el 22 de diciembre de 2000 conformado por el magistrado principales Iván Rincon Urdaneta, Jesús Cabrera Romero, José Delgado Ocando, Antonio García García y Pedro Rondon Hazz. El 19 de mayo de 2004 se aprueba la primera Ley Orgánica del Tribunal Supremo de Justicia publicada en Gaceta Oficial de Venezuela N° 37942 quedando derogada la Ley Orgánica de la Corte Suprema de Justicia de Venezuela del 30 de julio de 1976.
En 2021, la Misión Internacional Independiente de determinación de los hechos sobre Venezuela declaró que para entonces el sistema judicial venezolano desempeñaba un papel preponderante en la represión del Estado contra los opositores al gobierno.

## Junta directiva
La Junta Directiva del TSJ se compone actualmente de siete (7) Magistrados, siendo Caryslia Rodríguez la presidenta del Tribunal.
| Cargo Sala Plena      | Magistrado                | Año de elección | Sala                                          |
| Magistrada Presidente | Caryslia Rodríguez        | 2024            | Presidenta de la Sala Electoral               |
| 1.er Vicepresidente   | Edgar Gavidia             | 2022            | Presidente de la Sala de Casación Social      |
| 2.º Vicepresidente    | Tania D'Amelio            | 2024            | Presidenta de la Sala Constitucional          |
| Director              | Malaquías Gil Rodríguez   | 2022            | Presidente de la Sala político-Administrativa |
| Director              | Jose Vicente Olmos Iguaro | 2024            | Presidente de la Sala Plena                   |
| Director              | Henry Timaure             | 2024            | Presidente de la Sala de Casación Civil       |
| Directora             | Elsa Gómez                | 2022            | Presidenta de la Sala de Casación Penal       |

## Controversias y casos de repercusión nacional

### Crisis institucional del TSJ en 2004
En una decisión polémica, el 14 de agosto de 2002, después de  los sucesos de abril de 2002, el Tribunal Supremo de Justicia (TSJ) liderada por el magistrado Franklin Arrieche, libró de un juicio por rebelión a los generales de división Efraín Vásquez (Ej) y Pedro Pereira (Av), vicealmirante Héctor Ramírez y contraalmirante Daniel Comisso. Según la sentencia, "con los pronunciamientos efectuados en abril, los altos oficiales acusados no desconocieron al Gobierno, sino la orden dictada por el presidente de la República de aplicar el Plan Ávila, porque resultaba contraria a la protección de los derechos humanos de la ciudadanía y ello significaría una masacre".
La sentencia sostenía que hubo un "vacío de poder" luego de que el jefe del alto mando militar, el general Lucas Rincón Romero, anunciara que Chávez había renunciado a su cargo. El descontento del gobierno en el poder con esta sentencia fue notable. El presidente Hugo Chávez comentó la sentencia de la siguiente manera: "Esos once magistrados no tienen moral para tomar ningún otro tipo de decisión, son unos inmorales y deberían publicar un libro con sus rostros para que el pueblo los conozca. Pusieron la plasta". Igualmente anunció una estrategia para revertir el fallo: "No nos vamos a quedar con esa, ahora lo que viene es un contraataque del pueblo y de las instituciones verdaderas, contraataque revolucionario". Dispuso la creación de una comisión de la Asamblea Nacional para revisar la permanencia de los magistrados en el TSJ: "Así que la AN que los nombró tiene que asumir su tarea, para evaluarlos y el que no tenga los requisitos habrá que sacarlo de allí".
Es el 20 de mayo de 2004 que el gobierno de Chávez da un golpe al TSJ cuando la Asamblea Nacional presionada por el ejecutivo sanciona la nueva Ley del Tribunal Supremo de Justicia, con dos fines fundamentales:
- 1. Establecer un procedimiento expedito para "suspender" a los magistrados no afectos al gobierno (persecución política a los magistrados) y,
- 2. Aumentar el número de magistrados de 20 a 32, para colocar en minoría ante futuras decisiones a los no complacientes. Además los nuevos magistrados podrían ser designados por mayoría simple en la Asamblea Nacional.[24]

El 14 de junio de 2004 el magistrado Franklin Arrieche fue destituido por la Asamblea Nacional de bancada oficialista.
El 13 de diciembre en sesión especial la Asamblea Nacional juramenta a los nuevos 49 magistrados y suplentes, nombrando como Presidente del TSJ a Iván Rincón Urdaneta, e integrada por el primer y segundo vicepresidente, magistrados Omar Alfredo Mora Díaz y Levis Ignacio Zerpa. Así el ejecutivo logró impulsar la ampliación del número de magistrados del Tribunal Supremo de Justicia de 20 a 32 de acuerdo a la nueva ley, A solicitud del Fiscal General presentada el 2 de diciembre de 2004 por  Julián Isaías Rodríguez Díaz, luego de lo cual el TSJ inició la revisión de la sentencia que falló en contra de la tesis del vacío de poder. El 14 de marzo de 2005 el mismo TSJ anula dicha sentencia. En junio de 2006 ocurre una segunda destitución la del magistrado Luis Velázquez Alvaray presidente de la Comisión Judicial y director Ejecutivo de la Magistratura quien también fue uno de los que aprobó el vacío de poder, luego de que el entonces ministro del Interior y Justicia, Jesse Chacón, lo acusara de irregularidades.[cita requerida]
La nueva ley del Tribunal Supremo de Justicia es cuestionable porque fue aprobada en su momento con una "mayoría simple" violando la Constitución Venezolana cuando correspondía  una "mayoría calificada" es decir, con la aprobación de las 2/3 partes de la Asamblea por tratarse de una ley orgánica que rige la estructura del sistema democrático. Ante la presente situación el Poder Judicial pierde su autonomía.
En opinión de la oposición, esta revocatoria se debió a los cambios ejecutados en el tribunal por un cambio en la legislación aprobada por parlamentarios oficialistas (el Parlamento se encontraba dominado por el chavismo). Por esto, la sentencia era predecible y política. En opinión de los oficialistas, la primera sentencia era política ya que sobraban razones para iniciar un juicio por un Golpe de Estado.

### Denuncia de subordinación al Poder Ejecutivo
Durante el inicio del año judicial de 2006, los magistrados del Tribunal Supremo se levantaron de los asientos de la Sala Plena para corear el cántico "¡Uh, ah, Chávez no se va!", teniendo presente al presidente Chávez en el auditorio. El acto ha sido interpretado como una muestra de la parcialidad política de los magistrados y una subordinación de la institución al poder ejecutivo.

### Caso Manuel Rosales
El 12 de octubre de 2008, Chávez lo acusó públicamente de conspirar en su contra y de desviar los recursos públicos para otros fines. Sin una orden judicial ni investigación formal, Chávez amenazó a Rosales con cárcel.«Tú me andas espiando, vigilando y conspirando contra mí, pero vamos a ver quién dura más en el mapa político venezolano. ¡Te voy a barrer del mapa político venezolano!, desgraciado, bandido, hampón, mafioso, corrupto y ladrón… voy a meter preso a Manuel Rosales, lo voy a desaparecer del mapa político venezolano, a ese desgraciado lo meto preso», manifestó Chávez. El 11 de diciembre de 2008, que el Ministerio Público procedió a la imputación por enriquecimiento ilícito de Manuel Rosales, siendo acusado formalmente el 19 de marzo de 2009. La audiencia preliminar fue fijada para el 20 de abril.
El magistrado Eladio Aponte Aponte es destituido por unanimidad en marzo de 2012 por la Asamblea Nacional. Aponte escribe una carta abierta desde San José de Costa Rica el 16 de abril de 2012 en la que confiesa haber recibido órdenes y presiones del presidente Hugo Chávez y redacta acerca de Manuel Rosales, «Tuve conocimiento del caso del excandidato presidencial Manuel Rosales Guerrero, venezolano (…), asilado político desde abril del 2009, ya que la presidenta del TSJ, doctora Luisa Estela Morales, nos ordenó en el año 2008, impulsar una investigación al exgobernador del estado Zulia y atender directamente las directrices que gire la Fiscalía General de la República, sobre hechos ya estructurados por este órgano, donde se le imputan actos de corrupción en la gobernación de dicho estado. Sin prueba alguna, se le acusa de apropiación de varios millones de dólares. Se nos dijo que ya la Contraloría General de la República al mando del doctor Clodosbaldo Russián, tenía todo adelantado, que resultó ser un sinfín de falsedades» y continúa el exmagistrado diciendo que la presidenta del TSJ «nos ordenó esta actuación aduciendo que era una orden del presidente Hugo Chávez, quien habría dicho textualmente: "tienen que meter preso a Manuel Rosales. Una calaña como esa tiene que estar en prisión, no gobernando un estado. No puede estar suelto y ustedes tienen que asumir esa responsabilidad"». Esta revelación del exmagistrado puso en evidencia según diputado del partido Un Nuevo Tiempo, Lorenzo Monasterios, la vulnerabilidad y contaminación del Poder Judicial.
El 13 de julio de 2016 el diputado a la Asamblea Nacional José Luis Pirela interpuso una denuncia ante el Ministerio Público solicitando la revisión del caso de Manuel Rosales, quien antes fue el acusador, confesando haber sido manipulado para ello. En octubre de 2016 fue trasladado a arresto domiciliario y fue liberado el 31 de diciembre junto a otros 5 opositores. La cual concluyó que su caso “tenía un carácter predominantemente político”

### Carta abierta del exmagistrado Eladio Aponte Aponte
El 20 de agosto de 2009, el narcotraficante Walid Makled fue capturado por el Departamento Administrativo de Seguridad colombiano en Cúcuta y posteriormente fue trasladado a Bogotá. Walid fue requerido por las autoridades antinarcóticos tanto venezolanas como las estadounidenses. Durante su arresto, a Makled se le encontró un carnet de la fiscalía militar de Venezuela presuntamente expedida por el magistrado del Tribunal Supremo Eladio Aponte Aponte. La oposición venezolana se pronunció declarando a través de su vocero Miguel Ángel Rodríguez que en Venezuela la investigación sería obstruida por los mismos funcionarios públicos por este hecho. Aponte Aponte escribió una carta abierta desde San José de Costa Rica el 16 de abril de 2012 en la que confiesa haber recibido órdenes y presiones del presidente Hugo Chávez para condenar sin derecho al jefe de la seguridad ciudadana de la Alcaldía Mayor de Caracas Iván Simonovis y a los comisarios de la Policía Metropolitana Henry Vivas y Lázaro Forero, aplicando la pena máxima por su participación en los sucesos de abril de 2002. La carta sería divulgada en septiembre.

Señores comisarios Iván Simonovis, Henry Vivas, Lázaro Forero, Erasmo Bolívar, Luis Molina, Arube Pérez, Marco Hurtado, Héctor Rovain:

El suscrito, doctor Ramón Eladio Aponte Aponte, exmagistrado de la Sala Penal del Tribunal Supremo de Justicia de Venezuela (jefe de todos los jueces penales del país), titular de la cédula de identidad número 3.581.104, digo:

Es un deber inaplazable, confesar ante ustedes, y ante todos, que he cometido el pecado de haber transmitido a los jueces que los juzgaron, la orden de condenarles a 30 años de prisión a como diera lugar. Yo estaba cumpliendo instrucciones directas del Presidente Hugo Chávez Frías, quien así me lo ordenó. No pretendo ser liberado de responsabilidades por eso que hice, ya que nada lo justifica, solo quiero confesar para descansar un poco mi conciencia, ya que ahora estoy sintiendo en carne propia lo que se siente ser perseguido. Ordené a la jueza Anabella Rodríguez del Juzgado 13 de Primera Instancia en Funciones de Control en Caracas, que decretara la orden de captura que le solicitó la Fiscal Luisa Ortega Díaz, aun cuando dicha jueza no tenía competencia en el caso, que estaba radicado en Maracay. También mantuve comunicación constante con la jueza Marjorie Calderón de Maracay y con la fiscal Haifa el Aissami para que hicieran todo para retrasar el juicio y así causarles toda clase de penurias con traslados, y para que finalmente se produjera sentencia condenatoria a como diera lugar, sentencia que entregué en formato digital a dicha Jueza y que estaba elaborada por uno de mis asistentes. Posteriormente hice lo mismo con los jueces de la Corte de Apelaciones de Aragua, Fabiola Colmenares, Antonio Perillo y Francisco Coggiola, a quienes les entregué de la misma manera la sentencia sobre la apelación que formularon los procesados a través de sus defensores.

Finalmente en ese caso ustedes elevaron recurso de Casación ante la Sala Penal donde yo lo asumí y de inmediato mandé a elaborar el proyecto de sentencia declarando sin lugar por recurso manifestante infundado, esto es sin siquiera haberlo leído ya  que era demasiado extenso y la orden que expresamente me dio el presidente Chávez era "salir de eso de inmediato sin más tardanza", "condénelos de una vez". Así lo hice, y al tener el proyecto lo firmamos el 18 de mayo de 2010 y se publicó el fallo el 21 de mayo, sentencia 173 con la aprobación mía, de Deyanira Nieves, Miriam Morando y Héctor Coronado Flores, y a cada uno de ellos les hice saber que esa era la orden de Chávez, por lo que se apresuraron a firmar. Salvó el voto de Blanca Rosa Mármol.

Ojalá y esta confesión les ayude a buscar una solución a su problema, y estoy dispuesto a ratificar todo ante tribunales en verdad independientes, con jueces imparciales y en un país donde haya democracia verdadera y libertad. San José, Costa Rica, dieciséis de abril del año 2012.

Ramón Eladio Aponte Aponte

Dos días después, el 18 de abril, Aponte 9Aponte viajó a Estados Unidos desde Panamá a bordo de un vuelo comercial.

### Nombramiento de magistrados en 2015
Actualmente la legitimidad de este organismo es cuestionada por una parte de la sociedad venezolana, especialmente en su legitimidad de origen, debido a la designación de 13 magistrados principales y 21 suplentes realizada el 23 de diciembre de 2015 por la Asamblea Nacional mayoritariamente chavista en un tiempo récord menor de quince días. y a la actuación que ha desempeñado desde entonces. El Artículo 264 de la Constitución de la República Bolivariana de Venezuela y el Título V de la Ley Orgánica del Tribunal Supremo de Justicia (LOTSJ) contemplan un extenso proceso de más de 30 días continuos para la designación de los magistrados, tanto principales como suplentes, en el cual se requiere conformar un Comité de Postulaciones Judiciales integrado por miembros de la Asamblea Nacional y de la sociedad civil, el cual hará una primera preselección de candidatos, la cual será remitida al Consejo Moral Republicano (Ministerio Público, Defensoría del Pueblo y Contraloría General de la República) el cual efectuará una segunda preselección que será remitida a la Asamblea Nacional (AN), la cual tendrá un lapso de tres (3) sesiones plenarias para escoger a los magistrados mediante el voto de las 2/3 partes de los diputados o una cuarta sesión plenaria para la escogencia por voto de mayoría simple en caso de no lograrse con el voto de las 2/3 partes de la AN. La selección de los 13 magistrados y 21 suplentes no se realizó siguiendo el procedimiento de ley, sino en un proceso exprés llevado a cabo la noche del 23 de diciembre de 2015 (habiendo terminado el año legislativo el 15 de diciembre) por la Asamblea Nacional para entonces mayoritariamente oficialista, tras haber sufrido la derrota en las elecciones parlamentarias el 6 de diciembre de 2015, donde la oposición representada por la coalición Mesa de la Unidad Democrática (MUD) ganó 112 de los 167 escaños.

### El TSJ exprés 2016
Luego del resultado de las elecciones del parlamento emitida por el CNE el día 7 de diciembre de 2015 y totalizada el día 8, la Asamblea saliente presentó apuradamente el 8 de diciembre la postulación para ocupar los cargos de magistrados principales y suplentes, que dispone de quince días continuos para presentar las impugnaciones. Luego venía un lapso de hasta ocho días sobre si admitía o no las impugnaciones, otorgando un lapso de tres días para que expusieran cualquier defensa frente a la impugnación. Tanto las impugnaciones como los lapsos fueron ignorados. Igual sucedió con las postulaciones.
En el proceso exprés, el Poder Ciudadano envió a la Asamblea Nacional saliente una lista de preseleccionados de procesos anteriores, avalada por Tarek William Saab, defensor del pueblo y Manuel Galindo, contralor general de la República. La Asamblea Nacional en una única sesión plenaria realizada la noche del 23 de diciembre de 2015, aprobó por mayoría simple la designación de 3 magistrados principales y 4 suplentes por la Sala Constitucional, 2 principales y 3 suplentes por la Sala Penal, 2 principales y 5 suplentes por la Sala Político-Administrativa, 3 principales y 2 suplentes por la Sala Civil, 1 principal y 2 suplentes por la Sala Social, 2 principales y 4 suplentes por la Sala Electoral. Durante todo el proceso no estuvo presente la Fiscal General Luisa Ortega Diaz  parte componente del Poder Ciudadano quien se negó a firmar la resolución del nombramiento de los nuevos magistrados.
Tanto la oposición como distintos juristas calificaron el acto de designación como ilegal por no haberse realizado en los tiempos reglamentarios según lo que ordena la Constitución y la LOTSJ, incluyendo la violación del periodo de impugnaciones, la falta de respuesta de las mismas y la omisión de la selección definitiva de los postulados. Actualmente, según un informe a mediados de 2016 de la ONG Acceso a la Justicia, solo uno de los siete magistrados de la Sala Constitucional cumple con el total de requisitos exigidos para el cargo por las leyes venezolanas y su proceso de designación estuvo viciado.
El 14 de junio de 2016 la IV Asamblea Nacional anuló la designación realizada en diciembre de 2015. También se destacó en la jornada parlamentaria que las credenciales de los magistrados designados por el chavismo no cumplen con las exigencias establecidas en la Constitución y se destacaron tres casos. Sobre el magistrado Calixto Ortega, se indicó que supuestamente “no es jurista de reconocida competencia”, no ha sido profesor universitario, no ha sido juez superior en la especialidad correspondiente y era militante del gobernante Partido Socialista Unido (PSUV) y no es doctor en derecho, entre otras irregularidades.

### Impugnación de resultados electorales parlamentarios de 2015
Semanas después de haberse realizado las elecciones parlamentarias y de haberse juramentado los nuevos diputados en la Asamblea Nacional, se presentaron 7 denuncias de impugnación a los resultados electorales por los estados Amazonas, Aragua y Yaracuy, de las cuales 6 fueron rechazadas y 1 admitida, dejando suspendidos los resultados por los circuitos de Amazonas. La Sala Electoral del Tribunal Supremo de Justicia (TSJ) ordenó a la AN desincorporar a los diputados de Amazonas, pero la AN, presidida por Henry Ramos Allup, diputado por la MUD, desobedeció alegando que los diputados ya gozaban de inmunidad parlamentaria, con lo cual la Sala Electoral la declaró en desacato.
Tras este hecho, Héctor Rodríguez, diputado oficialista por la coalición Gran Polo Patriótico, introdujo una demanda al TSJ el 7 de enero del 2016 para que declarare nulos todos los actos de la Asamblea Nacional. El 11 de enero mediante sentencia N.º 1 el TSJ admitió la demanda y declaró con lugar la solicitud del diputado oficialista, dejando sin efecto todas las actuaciones de la Asamblea Nacional "mientras se mantuviera en desacato". La fiscal general Luisa Ortega Díaz luego aseguró que la Asamblea Nacional no está en desacato, ya que el desacato solo puede aplicarse a individuos y no a instituciones. Con cada actuación de la Asamblea Nacional ahora en manos de la oposición, el oficialismo introducía demandas para anular dichas actuaciones, y mediante numerosas sentencias el TSJ fue limitando al Parlamento sus facultades establecidas en la Constitución, al mismo tiempo que ejercía las facultades constitucionales que exclusivamente le corresponden al Parlamento bajo pretexto de "omisión legislativa" por el desacato de la AN.
Iniciando el año 2017, en su primera sesión ordinaria, la Asamblea Nacional, para entonces presidida por Julio Borges, diputado por la MUD, desincorporó oficialmente a los 3 diputados impugnados, cumpliendo la condición del TSJ para salir del desacato. Sin embargo el TSJ no retiró el desacato alegando que la antigua directiva presidida por Henry Ramos Allup es quien debe hacer las formalidades.

### Crisis institucional de 2017
El 27 de marzo de 2017 mediante sentencia 155 el TSJ le otorga a Nicolás Maduro las facultades de la Asamblea Nacional para legislar y para "tomar las medidas civiles, económicas, militares, penales, administrativas, políticas, jurídicas y sociales que estimase pertinentes y necesarias para evitar un estado de conmoción...". El 29 de marzo el TSJ publicó una segunda sentencia bajo el N°156 donde se atribuyó a sí mismo las funciones constitucionales del Parlamento y estimó delegarlas en los organismos que considere pertinente, so pretexto de "omisión legislativa" por el desacato de la AN. Este hecho encendió las alarmas nacionales e internacionales de distintas personalidades y organismos que señalaron la sentencia N°156 como un «autogolpe de Estado», incluyendo a Luisa Ortega Díaz, fiscal general de la República, quien el 31 de marzo en una rueda de prensa en la sede del Ministerio Público, calificó las sentencias 155 y 156 como una "ruptura del orden constitucional". Nicolás Maduro calificó las declaraciones de la Fiscal como un "impase" entre el Ministerio Público y el TSJ, por lo que ese mismo día convocó a un Consejo de Defensa de la Nación para discutir la revisión de las sentencias 155 y 156. Al día siguiente el TSJ publicó aclaratorias sobre las sentencias 155 y 156 donde se suprimían las medidas que transfieren las competencias del Parlamento al Presidente y al TSJ. Distintos juristas tacharon de ilegal las aclaratorias, pues la Sala Constitucional no puede hacer revisión de fondo de las sentencias por ser cosa juzgada.
El 1° de mayo del 2017 Nicolás Maduro, mediante decreto N°2830 convoca una Asamblea Nacional Constituyente (ANC) basándose en una controvertida interpretación de los artículos 347, 348 y 349 de la Constitución. Dicha convocatoria volvió a encender las alarmas de la sociedad venezolana, pues muchos juristas señalan que Maduro ha violado la Constitución al usurpar las funciones del pueblo soberano al convocar una ANC, cuando esta facultad corresponde estrictamente al Pueblo de Venezuela en todo su conjunto y no a personas en particular. Ante este suceso distintos sectores de la sociedad manifestaron su rechazo a la convocatoria por considerarla ilegal, entre estos, juristas, gremios profesionales, aliados al gobierno del fallecido Hugo Chávez e incluso altos funcionarios del gobierno.
El 17 de mayo el TSJ resolvió 5 recursos de nulidad interpuestos en 2010 contra la Reforma de la Ley Orgánica del Poder Público Municipal, la cual reemplazaba las Juntas Parroquiales por las Juntas Parroquiales Comunales. Mediante sentencia N°355 el TSJ dictaminó que los Consejos Comunales podían elegir a los miembros de las Juntas Parroquiales implementando así el sufragio indirecto. La sentencia fue calificada por muchos juristas como una grave violación al principio del voto directo, universal y secreto establecido en el Artículo 63 de la Constitución.
El 7 de junio de 2017 la Sala Constitucional del TSJ dictó la sentencia 378 en donde se determinó que el presidente está facultado para convocar una constituyente sin referendo consultivo previo, ya que él actuaba en nombre de la soberanía del pueblo. Varios juristas criticaron la sentencia 378 por considerarla violatoria de los principios constitucionales, especialmente lo que se refiere a la soberanía, la cual el Artículo 5 de la Constitución establece que “reside intransferiblemente en el pueblo”.

#### Respuesta de la fiscal general
El 8 de junio la fiscal general de la República introdujo ante la Sala Electoral un recurso contencioso electoral y amparo cautelar para todos los efectos de la constituyente e invocando el Artículo 333 de la Constitución invitó a todos los venezolanos a adherirse al recurso con el fin de detener la constituyente y preservar la vigencia de la Constitución actual. Al día siguiente las inmediaciones del TSJ fueron cerradas por efectivos de seguridad del Estado impidiendo a los ciudadanos adherirse al recurso interpuesto por la Fiscal.
El día 12 de junio el TSJ declaró inadmisible el recurso de la Fiscal por “inepta acumulación de pretensiones”.
En consecuencia del rechazo del TSJ a los recursos interpuestos, la Fiscal impugnó la designación de los 13 magistrados principales y 21 suplentes por considerar falta de idoneidad y parcialidad en sus actuaciones, además de que la actuación de estos aceleran la grave crisis que sufre Venezuela; asimismo solicitó a los magistrados objeto de la demanda inhibirse de conocer de la causa de conformidad con lo establecido en los artículos 55, 56 y 57 de la LOTSJ. La Fiscal relató que en el proceso de designación de estos magistrados el Consejo Moral Republicano (Poder Ciudadano) no realizó una sesión extraordinaria para evaluar los baremos de postulación, según lo establecido en el artículo 74 de la LOTSJ, sino que remitieron los expedientes de los candidatos y después le presentaron el acta para que lo firmara, lo cual se negó a hacer por no haberse realizado la sesión. Al día siguiente, Tarek William Saab, defensor del pueblo, presentó un documento con la supuesta firma de la Fiscal, alegando que ella si había firmado el acta. Posteriormente María José Marcano, exsecretaria del Consejo Moral Republicano acusó a William Saab de mentir y presentar un documento forjado, pues ni ella ni la Fiscal habían firmado el acta por ser un acto realizado ilegalmente por presiones políticas.
El 14 de junio el TSJ mediante sentencia N°614 vuelve a desechar la demanda y advierte que “cualquier comisión, artificio o acción que tenga el objeto de anular la designación de magistrados subvierte el procedimiento constitucional para remoción de magistrados del TSJ, y por lo tanto, es írrito y nulo de toda nulidad y carente de validez, existencia y eficacia jurídica; y quienes participen en ellos están sujetos a la responsabilidad penal, civil y administrativa que corresponda”.
El 13 de junio la Fiscal solicitó al TSJ antejuicio de mérito contra 6 magistrados principales y 2 suplentes por conspiración para atentar contra la forma republicana de la nación, delito tipificado en el artículo 132 del Código Penal, al mismo tiempo que solicitó a los magistrados acusados inhibirse de conocer de la causa de conformidad con los artículos 55, 56 y 57 de la LOTSJ. La demanda fue nuevamente rechazada por el TSJ en su sentencia y no aceptó la petición de inhibición.

#### Destitución de la fiscal general
Pedro Carreño, diputado oficialista por el GPP emprendió una campaña contra la Fiscal a quien acusó públicamente en el canal oficialista VTV de padecer insania mental, por lo que pediría al TSJ conformar una junta médica que evaluara si la Fiscal podía continuar o no en el cargo. Luego de conocidas las declaraciones de Luisa Ortega sobre irregularidades en la designación de los magistrados, Pedro Carreño solicitó al TSJ antejuicio de mérito contra la Fiscal para proceder con su destitución. A juicio del legislador, la fiscal ha incurrido en las faltas de “atentar, lesionar, o amenazar la ética pública y la moral administrativa”; “actuar con grave e inexcusable ignorancia de la Constitución”; y de “violar, amenazar o menoscabar los principios fundamentales establecidos en la Constitución”. El oficialista Carreño también solicitó al TSJ la prohibición de salida del país de la Fiscal y congelamiento de sus bienes.
El 20 de junio el TSJ admitió la demanda del diputado Carreño, acordó la audiencia para el 4 de julio y aprobó todas las peticiones del oficialista Carreño de congelar los bienes de la Fiscal y prohibirle salir del país.
Otro hecho paralelo a las acciones en contra del Parlamento se suscitó en contra del Ministerio Público. Tarek William Saab interpuso un recurso ante el TSJ para conocer las competencias de la Defensoría del Pueblo, organismo que preside. Mediante dos sentencias, el TSJ disminuyó las competencias del Ministerio Público. En la sentencia 469, el TSJ declaró nula la designación del Vicefiscal General de la República y se tomó la licencia para designar a otro Vicefiscal, violando el artículo 25 ordinal 3 de la Ley del Ministerio Público. En la sentencia 470 el TSJ asignó al defensor del pueblo competencias que no están establecidas en el Artículo 281 de la Constitución ni el artículo 15 de la Ley Orgánica de la Defensoría del Pueblo y que son exclusivas del Ministerio Público de acuerdo al Artículo 285 Constitucional.
Ante las decisiones del TSJ, el 30 de junio la Organización de las Naciones Unidas (ONU) emitió un comunicado manifestando su preocupación por el proceso iniciado por el TSJ para la destitución de la fiscal general de la República al mismo tiempo que denunció que con la sentencia 470 parecía vaciarse al Ministerio Público de sus competencias establecidas en la Constitución.
El 5 de agosto el TSJ en Sala Plena, usurpando las funciones constitucionales de la Asamblea Nacional, decidió destituir a la fiscal general Luisa Ortega Díaz y comenzar su enjuiciamiento, además de congelar sus bienes, prohibirle salir del país e inhabilitarla para ejercer cargos públicos.

### Nombramiento de magistrados en 2017
En el proceso de designación de magistrados efectuado en diciembre de 2015 por la anterior Asamblea Nacional, de mayoría oficialista, incurrió en distintas irregularidades que fueron denunciadas en su momento por la oposición, distintos juristas y la ONG Acceso a la Justicia. Posteriormente en junio de 2017 a raíz de la crisis institucional que atraviesa el país, el Ministerio Público solicitó formalmente anular el nombramiento en 2015 alegando que dicho proceso estuvo viciado. En consecuencia de esto, la nueva Asamblea Nacional, ahora de mayoría opositora, inició un proceso con la intención de designar a nuevos magistrados que sustituirían a los que fueron nombrados a finales de 2015. A pesar de que realizaron todas las etapas contempladas en la Constitución y en la LOTSJ, el Consejo Moral Republicano rechazó realizar la preselección alegando que dicho proceso era extemporáneo. Pese a la negativa del Consejo Moral, el 21 de julio de 2017 la Asamblea Nacional designó a 13 magistrados principales y 21 suplentes.
El 24 de julio de 2017 la fiscal general de la República criticó esta designación, pues a su juicio esto creaba desorden en el Estado. Por su parte el TSJ del 2015 advirtió que dicha designación era nula bajo el pretexto del supuesto desacato en el que se mantenía la Asamblea Nacional, al mismo tiempo que solicitó a la justicia civil y militar ejercer las medidas de coerción necesarias. El Sebin actuó y detiene tres magistrados recién designados, mientres 30 magistrados por temor se encontraban en la clandestinidad. El hostigamiento también alcanzó al diputado que dirigió el proceso de renovación del Tribunal Supremo de Justicia, Carlos Berrizbeitia, quien denunció que en el aeropuerto internacional de Maiquetía (Caracas) “funcionarios anulan y retienen mi pasaporte, violando inmunidad parlamentaria

### Caso Rafael Ramírez
En marzo del 2016 la Asamblea Nacional dio inicio formal a una investigación por corrupción contra Rafael Ramírez, un reconocido chavista en el ámbito político quien había sido presidente de Petróleos de Venezuela (PDVSA) desde 2004 hasta 2014. Desde que Ramírez estuvo a cargo de PDVSA se hicieron varias denuncias por corrupción, pero la Asamblea Nacional dominada por el chavismo hasta 2015 no procedió con las investigaciones. En 2016 la Asamblea Nacional, ahora con mayoría opositora, inició las investigaciones contra Ramírez por presuntos hechos de corrupción que rondaron aproximadamente los US$7000 millones.
El 28 de septiembre de ese año, Ramírez interpuso un recurso de nulidad ante el TSJ donde solicitaba se anulara la investigación que la AN llevaba en su contra,sustentando la petición bajo los siguientes argumentos:

1.Que durante el período investigado por la Asamblea “no hubo Daño al Patrimonio Público de la Nación… por el contrario, se produjo un Incremento Sustancial del mismo, por lo que, mal puede tipificarse como contraria a la ley, o que incurra en alguna violación de un supuesto penal ni administrativo, alguna conducta del mismo durante su gestión…”.

2. Que la “gestión de PDVSA, se encuentra monitoreada permanentemente por todos los órganos de control del Estado, por lo cual operan en tal sentido, la Contraloría General de la República, el Ministerio del Poder Popular de Petróleo, el SENIAT, entre otros, y en particular, sus estados financieros, informes de gestión y otros reportes de información financiera y operativa, son revisados y auditados trimestral, semestral y anualmente por parte de firmas de contadores públicos independientes, de reconocido prestigio nacional e internacional…”.

3. Que el control político sobre gestión de la empresa durante el período investigado fue ejercido en su oportunidad mediante la aprobación de las Memorias y Cuentas que fueron presentadas ante la Asamblea Nacional en su momento y, por ende, “…deben ser desestimadas pues no corresponde a la Asamblea Nacional ni a sus Comisiones, adelantar investigación alguna que exceda el ejercido del control parlamentario que a ella compete. Cualquier juicio de otra naturaleza distinto al pronunciamiento político, es ajeno a la competencia del Poder Legislativo…”, además que no está dentro de las funciones del órgano legislativo el ejercicio de competencias asignadas a la autoridad administrativa o judicial.

El recurso fue analizado por Gladys Gutiérrez, quien para entonces era presidenta del órgano judicial. El 25 de octubre mediante sentencia Nro. 893, el TSJ declaró con lugar el recurso alegando que PDVSA siempre estuvo bajo monitoreo constante de organismos públicos y privados durante la gestión de Ramírez.
En 2017 la cuestionada asamblea constituyente de Nicolás Maduro destituyó a Luisa Ortega Díaz (quien presidía el Ministerio Público) por oponerse a las acciones del gobierno y a las decisiones del TSJ, y en su lugar nombró a Tareck William Saab como fiscal general. Desde entonces el MP emprendió investigaciones por corrupción en PDVSA, lo que resultó en la detención de aproximadamente 81 gerentes de la estatal petrolera. Paralelamente Diego Salazar, primo y testaferro de Rafael Ramírez también resultó detenido por estar vinculado al conocido caso de blanqueo de capitales de la Banca Privada d'Andorra. Luego de la detención de Salazar, el MP encontró documentos que incriminaban directamente a Rafael Ramírez con hechos de corrupción en PDVSA,  dejando en evidencia que el TSJ encubrió los delitos de Ramírez en 2016. A finales de julio de 2021 el TSJ solicitó la extradición de Ramírez por actos de corrupción, peculado, evasión de procedimiento licitatorio y asociación para delinquir.

### Prohibición de partidos opositores en las elecciones presidenciales de 2018
El 23 de enero del 2018, la asamblea constituyente de Nicolás Maduro decretó que las elecciones presidenciales pautadas para 2018, debían realizarse antes del 30 de abril. Varios países de América y Europa han manifestado desconocer sus resultados por el impedimento de participación de partidos opositores y la falta de tiempo para los lapsos establecidos en la normativa electoral.
Dos día después, el 25 de enero, el TSJ ordenó al CNE excluir de dichos comicios, el tarjetón de la Mesa de la Unidad Democrática (coalición opositora), argumentando que dentro de dicha coalición existen partidos que no han cumplido con el proceso de validación de partidos políticos establecido en la ley. Al mismo tiempo, Maduro anunció la legalización de un partido nuevo denominado "Movimiento Somos Venezuela" afecto al chavismo.

### Fiesta navideña de 2018
En diciembre de 2018, fotos y videos se filtraron mostrando una glamorosa fiesta de Navidad y de un costoso banquete, incluyendo vino francés, teniendo lugar en la sede del Tribunal Supremo. Las imágenes recibieron fuertes críticas en redes sociales por los costos de la fiesta durante la profunda crisis económica en el país y la hipocresía del discurso socialista del gobierno.

### Magistrado Christian Zerpa
El 8 de enero de 2019, Christian Zerpa quien hasta la fecha se desempañaba como magistrado del TSJ por la Sala Electoral desde 2016, desertó y huyó hacia Estados Unidos, esto motivado por disentir con la juramentación de Nicolás Maduro para un segundo período presidencial. Desde Orlando, Florida, Zerpa hizo una serie de declaraciones que ponían en tela de juicio la independencia de poderes y la transparencia de la justicia venezolana.
En una entrevista realizada por Carla Angola a través del canal EVtv con sede en Miami, Florida, Zerpa denunció que Cilia Flores maneja arbitrariamente el poder judicial venezolano y que en 2015 él había recibido una llamada de Flores indicándole que sería designado magistrado. Confesó que lo designaron como magistrado en el proceso exprés de 2015 porque siempre había sido leal al chavismo. Denunció que los magistrados son coaccionados a vivir en un apartamento con sus familiares en la ciudad de Fuerte Tiuna.7/01/2019
Entre las declaraciones que dio, afirmó que muchas de las decisiones del TSJ responden a órdenes desde el oficialismo; destacó que Maikel Moreno, actual presidente del TSJ, y Raúl Gorrín, presidente del canal venezolano Globovisión, están asociados en corrupción.

### Magistrados que van y vienen a otro poder del estado
Polémicas han sido los casos de autonombramiento de los magistrados Indira Alfonzo, Gladys Gutiérrez y José Luis Gutiérrez (abogado), que en junio de 2020 fueron nombrados como rectores principales del Consejo Nacional Electoral (Venezuela) por el TSJ sin ningún tipo de selección omitiendo los pasos que la constitución le atribuye a la Asamblea Nacional. para luego retornar a ocupar sus cargos de magistrados en mayo de 2021. En mayo de 2021 fue nombrada como embajadora ante la Corte Penal Internacional. Posteriormente en abril de 2024 Gladys Gutiérrez fue nombrada Embajadora de Venezuela ante España, mientras mantiene su cargo como magistrada, lo que alertan sobre la falta de independencia de los poderes públicos.
Otro caso en agosto de 2022 haciendo uso de una licencia el magistrado Calixto Ortega Ríos fue designado como embajador ante la Corte Penal Internacional, autorizado por la Asamblea Nacional (AN) electa en 2020,

### Reforma de reducción de magistrados 2022
En 2004 una reforma solicitado por el presidente Chávez aumento de 20 a 32 el número de magistrados, el 18 de enero de 2022 el parlamento aprobó reducir de 32 a 20 el número de magistrados principales luego de aprobar la reforma de la Ley Orgánica del Tribunal Suprema de Justicia e instaló el comité de postulaciones para elegir a los magistrados del nuevo TSJ. El 26 de abril de 2022 la Asamblea Nacional juramentó a los nuevos magistrados que compone el TSJ 20 magistrados principales 20 magistrados suplentes, uno para Inspectora General de Tribunales y uno para Director de la Escuela Nacional de la Magistratura. El nombramiento de los 20 magistrados fue muy cuestionada por cuanto se permitió que 60 % de los integrantes del Tribunal Supremo de Justicia (TSJ) fueran reelegidos por doce años, que de acuerdo al artículo 264 de la Constitución establece que sus miembros serán elegidos por «un único período de doce años». Algunos tenían ya hasta doce años y fueron reelectos para doce años más, como es el caso de Malaquías Gil Rodríguez quien pasará veinticuatro años en el máximo juzgado, mientras que una magistrada Gladys Gutiérrez estará más de veinte años.

### Recurso de amparo presentado por el candidato presidencial en 2024
El 31 de julio de 2024 el candiato Nicolás Maduro presenta a un recurso de amparo en la sede el Tribunal Supremo de Justicia (TSJ) en Caracas, a fin de una certificación y autenticación de resultados electorales de los comicios presidenciales, quien busca reafirmar los resultados de la elección que dio el Consejo Nacional Electoral (CNE) fue aceptado,  Antonio Ecarri, del partido Alianza del Lápiz, consignó a la Sala Electoral sus “severas observaciones” al procedimiento judicial que se ha puesto en marcha como un caso inédito y apuntó que, a su juicio, “quien está escurriendo el bulto es el CNE”. Ni la represión ni la violencia son el camino para estabilizar una república, la estabilidad se obtiene con transparencia y rendición de cuentas, la voluntad popular es sagrada.
El Tribunal Supremo de Justicia  inicia la revisión de los documentos presentados por organizaciones políticas y excandidatos, para abocarse al peritaje de todo el material consignado en físico y digital, sobre el ataque cibernético masivo del cual fue objeto el Consejo Nacional Electoral. Caryslia Rodríguez, quien destacó que la decisión que se tome será “inapelable” considera que la instancia actuará a favor del chavismo ante la denuncia de fraude electoral. Lo extraño es que Maduro denuncie fraude siendo el proclamado. La Plataforma Unitaria Democrática (PUD), aseguró en un comunicado que el Tribunal Supremo de Justicia (TSJ) no puede impedir que el Consejo Nacional Electoral (CNE) publique los datos desagregados de las presidenciales del 28 de julio.
Mientras se realizaba el peritaje electoral, el excandidato Enrique Márquez, interpuso ante el TSJ una recusación contra la juez Caryslia Rodríguez el día 20 de agosto, por considerar que dicha funcionaria carece de imparcialidad para abordar la controversia, pues Rodríguez públicamente ha hecho proselitismo político a favor del oficialismo, además de que al momento de su proclamación como magistrada por parte de la Asamblea Nacional, ésta no renunció a su membresía en el Partido Socialista Unido de Venezuela (PSUV). El recurso fue rechazado por el TSJ, por considerarlo "extemporáneo".
El 22 de agosto la Sala Electoral habiendo culminado el “peritaje”, emitió su sentencia confirmando los anuncios orales hechos por Elvis Amoroso. Caryslia Rodríguez admitió la tesis del “ataque cibernético al CNE” que, según la versión oficialista, ocurrió la noche electoral y que retrasó la transmisión de los resultados y anunció que el material electoral consignado “queda a resguardo de este tribunal”. La sentencia es criticada y tachada de “nula” por distintos juristas, pues las auditorías, las cuales no se han cumplido, sobre elecciones son exclusiva competencia del CNE según la Ley Orgánica de Procesos Electorales y de acuerdo al Artículo 139 de la Constitucón venezolana «toda autoridad usurpada es ineficaz y sus actos son nulos»; asimismo según los expertos, tanto el "recurso contencioso electoral" como el "peritaje" que realizó el TSJ, son procedimientos inexistentes dentro del ordenamiento jurídico venezolano, por tanto fueron conductos inventados arbitrariamente por el ente judicial para favorecer a Nicolás Maduro. Luego de conocida la sentencia, esta fue rechazada por gran parte de la comunidad nacional e internacional.

### Orden de aprehensión contra Edmundo González Urrutia
Caso iniciado por el Ministerio Público con tres citaciones seguidas en cinco días, violando el Código Orgánico Procesal Penal (COPP) en su artículo 122 en cuyo documento se omitió la «condición con la cual deberá comparecer» el entrevistado lo cual cual hace nula la comparecencia. Sin embargo, el 2 de septiembre, el juez Edward Briceño, de primera instancia en funciones de control con competencia en casos vinculados con delitos asociados al terrorismo, emitió una orden de aprehensión contra Edmundo González Urrutia, por presunta comisión en cinco delitos penales. El fiscal general de Venezuela, Tarek William Saab, ha afirmado que el caso abierto contra el embajador venezolano Edmundo González ha quedado cerrado. Horas después que saliera del país con un salvoconducto otorgado por el gobierno para continuar sus trámites de asilado en España.